# Marta Stebnicka

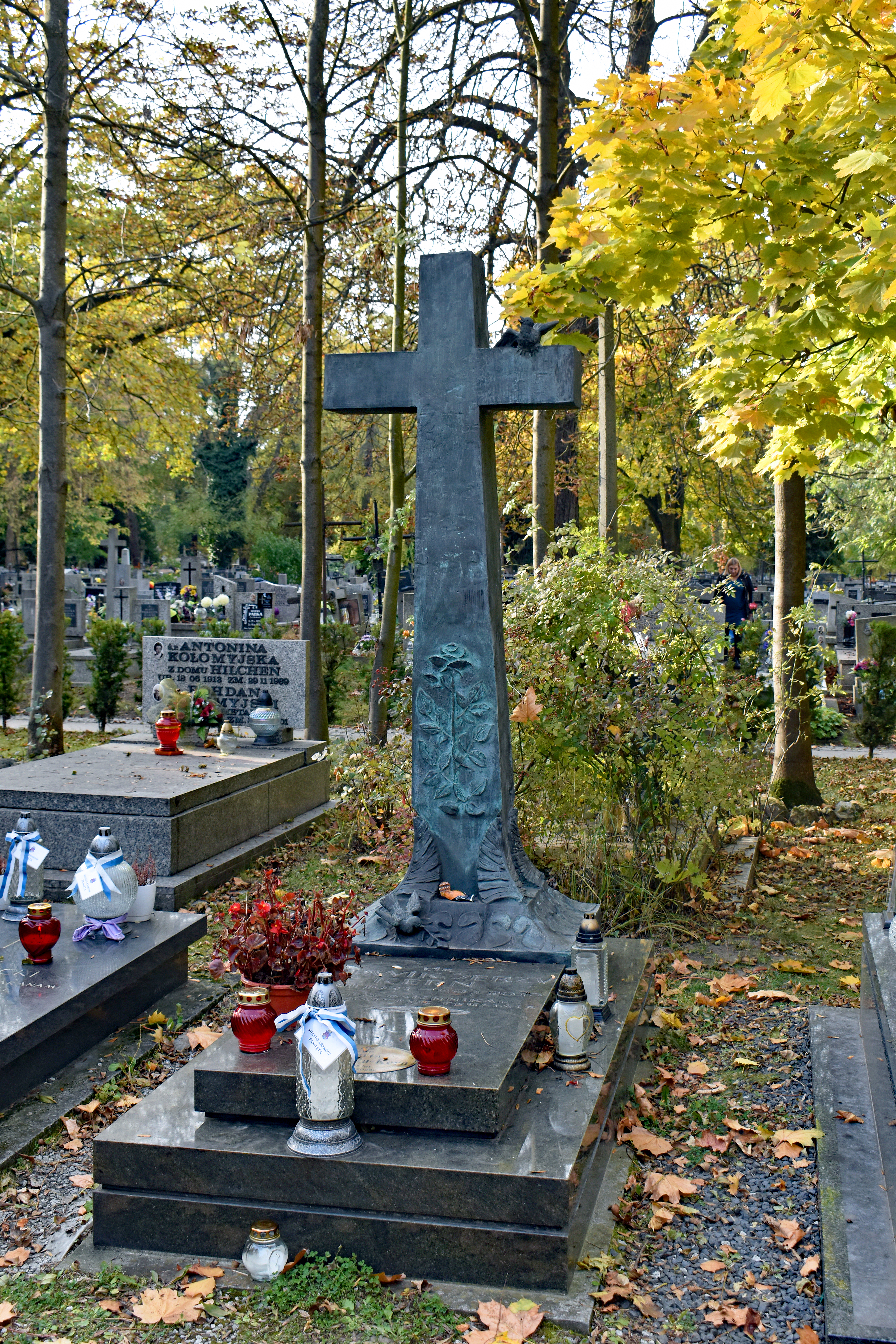
Cmentarz Rakowicki-Aleja Zasłużonych
Grób Marty Stebnickiej-Kern i Ludwika Jerzego Kerna.

Marta Stebnicka-Kern (ur. 22 marca 1925 we Lwowie, zm. 5 lipca 2020 w Warszawie) – polska aktorka, reżyserka teatralna, pieśniarka, wykładowczyni Państwowej Wyższej Szkoły Teatralnej im. Ludwika Solskiego w Krakowie. Związana z Kabaretem Jama Michalika (1960–1991).

## Życiorys
Na początku lat 40., w czasie II wojny światowej, zarabiała jako śpiewaczka uliczna w rodzinnym Lwowie. W 1941 wraz z matką wyjechała ze Lwowa do Krakowa, gdzie jesienią tego samego roku poszła do zawodowej szkoły przemysłu artystycznego Kunstgewerbeschule. Na przełomie lat 1942/1943 zdawała do konspiracyjnego Teatru Niezależnego Tadeusza Kantora. W wieku 18 lat zadebiutowała na scenie rolą Skierki w sztuce Balladyna Juliusza Słowackiego w reżyserii Kantora. Rok później zagrała u niego w Powrocie Odysa. W 1945 wstąpiła do Studia Aktorskiego przy Starym Teatrze, którego została absolwentką, a uchwałą Komisji Kwalifikacyjnej MKiSz (30 września 1954) uznano ją aktorką dramatyczną.
Zawodowo związana z krakowskimi teatrami:
- 1943–1945 – Konspiracyjny Teatr Niezależny
- 1946–1947 – Teatr Kameralny TUR
- 1947–1953, 1960–1990 – Teatr Stary
- 1948–1959 – Teatr im. Juliusza Słowackiego

W 1960 została wykładowcą Państwowej Wyższej Szkoły Teatralnej im. Ludwika Solskiego w Krakowie, gdzie pracowała do 1964, a później od 1972 przez ponad 40 lat. Od lat 70. XX wieku do początku XXI wieku zajmowała się także reżyserią teatralną.
Autorka książki Polowanie na wachlarze (Państwowa Wyższa Szkoła Teatralna im. Ludwika Solskiego w Krakowie 2008; Nagroda Krakowska Książka Miesiąca, czerwiec 2008 r.).
Zmarła 5 lipca 2020 w Warszawie. Miała 95 lat. 15 lipca została pochowana obok męża w alei zasłużonych cmentarza Rakowickiego w Krakowie (kwatera LXIX pas C-2-5).

### Życie prywatne
W latach 1954–2010 była żoną Ludwika Jerzego Kerna. Jej pierwszym mężem był Marek Sobolewski. Mieszkała w Krakowie.

## Odznaczenia
- Medal 10-lecia Polski Ludowej (28 stycznia 1955)[7],
- Krzyż Oficerski Orderu Odrodzenia Polski (16 września 1996)[1]
- Złoty Medal „Zasłużony Kulturze Gloria Artis” (5 marca 2015)[8]

## Teatr
- 1943: Balladyna jako Skierka
- 1944: Powrót Odysa jako Telemak

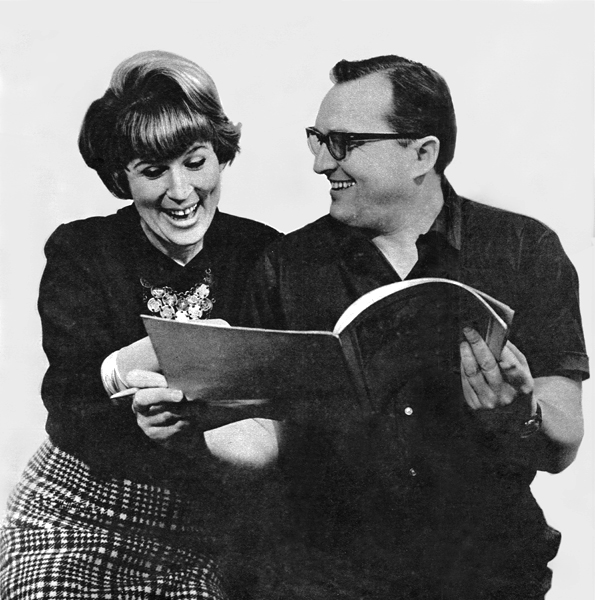
Marta Stebnicka z mężem, Ludwikiem Jerzym Kernem (1967)

- 1945: Niespodzianka jako Wieśniaczka
- 1947: Świętoszek jako Elmira
- 1947: Wariatka z Chaillot jako Druga Dama
- 1947: Powrót syna marnotrawnego jako Saskia
- 1948: Owcze źródło jako Królowa Izabella
- 1948: Amfitrion 38 jako Alkmena
- 1949: Maskarada jako Idalia
- 1949: Mickiewicz
- 1949: Wieczór Puszkinowski
- 1950: Pies ogrodnika jako Marcelina
- 1950: Wczoraj i przedwczoraj jako Wanda
- 1951: Alkad z Zalamei jako Izabella
- 1951: Talenty i wielbiciele jako Aleksandra Nikołajewna Niegina
- 1952: Trzydzieści srebrników jako Mildred Andrews
- 1952: Piąta symfonia jako Liza
- 1953: Polacy nie gęsi jako Królowa Bona
- 1953: Jegor Bułyczow i inni jako Antonina
- 1954: Fantazy jako Dianna
- 1954: Kaukaskie kredowe koło jako Katia Wachtang
- 1955: Dom na Twardej jako Klara
- 1956: Złota kareta jako Maria Siergiejewna
- 1956: Kaprys jako Pani de Lery
- 1956: Wesele jako Maryna
- 1957: Dwa teatry jako Pani
- 1957: Dowód osobisty jako Alda
- 1958: Bolero jako Maria
- 1958: Przedszkole miłości jako Ewa
- 1958: Dwie wdowy jako Krystyna
- 1958: Ararat jako Machmada
- 1959: Widok z mostu jako Beatrycze
- 1961: Zielony Gil jako Donna Dianna
- 1961: Heloiza i Abelard jako Margot
- 1962: Fanfaron, czyli zakochany konserwatysta jako Aglae
- 1962: Cyd jako Szimena
- 1962: Teatr Klary Gazul jako Dona Uracca
- 1962: Jaśnie pan Nikt jako Izabella
- 1963: Uczta morderców jako Kornelia
- 1963: Cud w Alabamie jako Kate
- 1964: Koniec księgi VI jako Anna Schilling
- 1965: Zaproszenie do zamku jako Matka Izabelli
- 1965: Nie-Boska komedia jako Była arystokratka
- 1966: Happy end jako Ćma (współpraca reżyserska)
- 1967: Trojanki jako Atena
- 1967: Oni jako Protruda Bellafresco
- 1968: Porachunki małżeńskie
- 1968: Moja córeczka jako Kobieta w czapce, Kobieta z kabiny nr 1, Sąsiadka
- 1969: Listy dwóch młodych mężatek
- 1969: Poskromienie złośnicy jako Wdowa Dorota
- 1973: Wywiad jako Doris
- 1974: Karykatury (współpraca reżyserska)
- 1975: Teoria śmiechu (monodram; współpraca reżyserska)
- 1977: Wystawa ku czci Gabrieli Zapolskiej (reżyseria)
- 1977: Opera za trzy grosze jako Celia Peachum
- 1980: Romans z wodewilu jako Dama
- 1981: Pochwała głupoty (monodram, opracowanie tekstu)
- 1983: Maria jako Niefiedowna
- 1984: Don Carlos infant Hiszpanii jako Księżna Olivarez
- 1989: Komedianci (reżyseria)
- 1990: Port wielki jak świat jako Kobieta (reżyseria)
- 1991: Piosenki (reżyseria i aranżacja wnętrza)
- 1992: Plac Merkurego jako Szarlatanka (reżyseria i scenariusz)
- 1993: Kernalia (reżyseria i scenariusz)
- 1993: Piosenki przed trybunałem (reżyseria i scenariusz)
- 1995: Stare pianino (reżyseria i scenariusz)
- 1995: Opera za trzy grosze (reżyseria i scenariusz)
- 1996: Księżycowe Pierroty i nocne Kolombiny, czyli Farandola Montmartru (reżyseria i scenariusz)
- 1998: Fotel (reżyseria i scenariusz)
- 1999: Ewa (reżyseria i scenariusz)
- 2000: Zabłąkane gwiazdy (reżyseria i scenariusz)
- 2000: Piosenki pana Berangera (reżyseria i scenariusz)
- 2002: Franciszek Villon na dworcu... (reżyseria i scenariusz)
- 2003: Zielona Gęś (reżyseria i scenariusz)
- 2007: Sejm kobiet jako Starucha
- 2016: Inne rozkosze jako Oma (głos z offu)

## Filmografia
- 1957 – Deszczowy lipiec jako Halina Porębska
- 1974 – Spacer pod psem jako dozorczyni
- 1980 – Z biegiem lat, z biegiem dni... jako kobieta oceniająca Szał Podkowińskiego (odcinek 3)
- 1983 – Wakacje z Madonną jako Jadwiga Kostrzewska
- 1989 – Modrzejewska jako Aniela Aszpergerowa, aktorka lwowska (odcinek 2)
- 2000 – Przeprowadzki jako Teresa Szczygieł (odcinek 1)